# Indice di colore (petrografia)
In una roccia magmatica l'Indice di colore, abbreviato in M', è la percentuale in volume, calcolata con l'analisi modale, di minerali colorati sul totale della roccia. Questi sono i minerali ferro-magnesiaci o femici o mafici, indicati con M, meno muscovite, apatite, melilite, carbonati primari e pochi altri rari minerali, che sono considerati incolori ai fini classificativi delle rocce in base al colore.

## Uso dell'Indice di colore
L'indice di colore è usato in due modi:
- per classificare le rocce magmatiche in base alle proporzioni tra minerali colorati e minerali incolori secondo la tabella seguente[1]:

| nome roccia in base a M'       | range di M' (%) |
| ------------------------------ | --------------- |
| Ololeucocratica                | 0-10            |
| leucocratica                   | 10-35           |
| mesocratica                    | 35-65           |
| melanocratica                  | 65-90           |
| olomelanocratica o ultramafica | 90-100          |

- per indicare varietà chiare o scure di ogni singolo litotipo[2].  In questo caso i valori soglia di M' variano da roccia a roccia e definiscono varietà leucocrate, identificate dal prefisso leuco-, e varietà melanocrate, identificate dal prefisso mela- (ad es.. leucogranito, melamonzonite) La tabella seguente indica, per le rocce intrusive sovrassature in silice con quarzo modale (Q) superiore al 5%, il range di variabilità di M' per l'assegnazione dei prefissi. I numeri dei campi sono quelli dei diagrammi di classificazione QAPF.

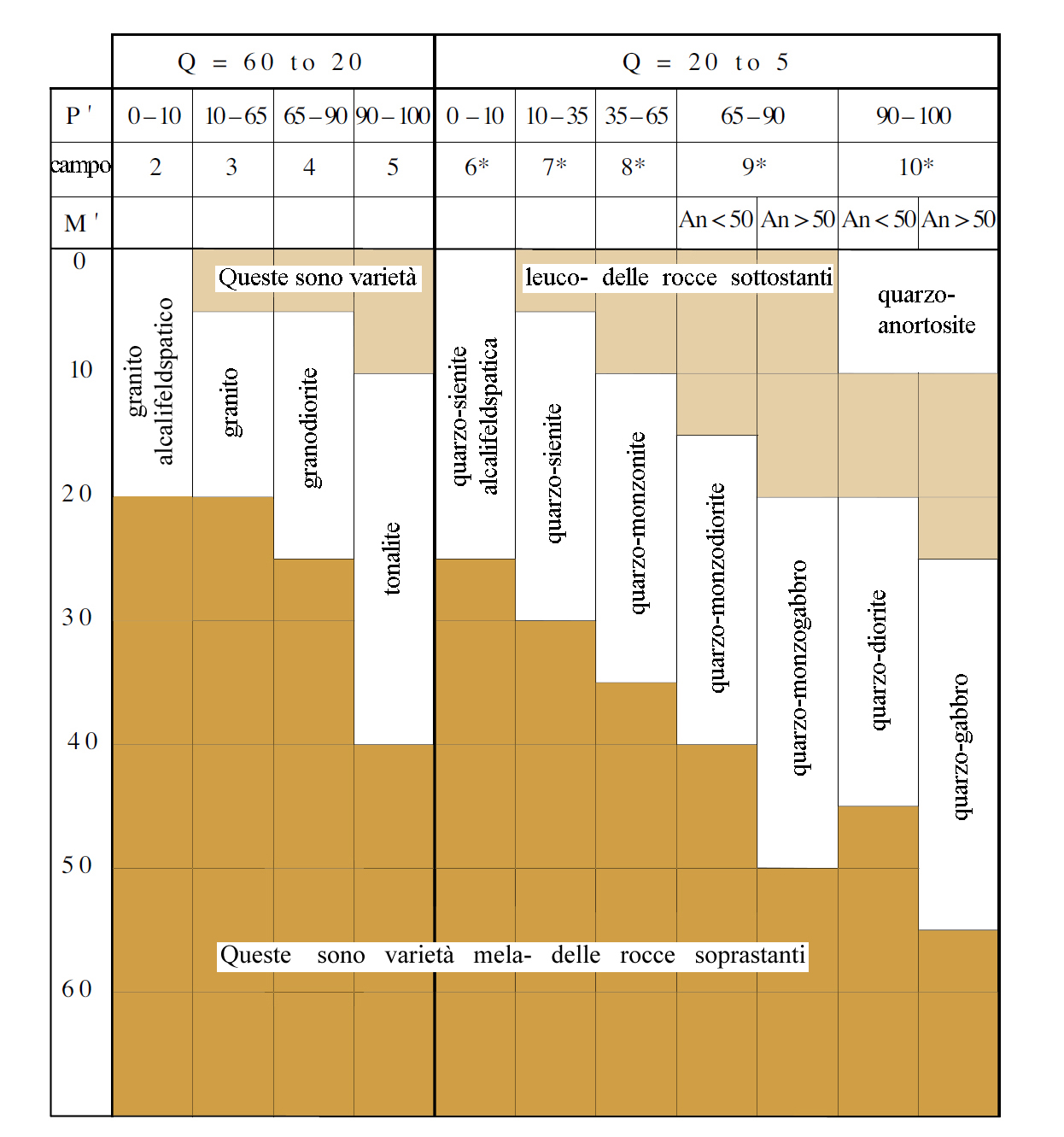
Abbreviazioni: P' = 100 * P / (A + P); M' = indice di colore; An = contenuto di anortite del plagioclasio.

La tabella successiva indica la nomenclatura per le rocce sature o sottosature in silice, con Q<5% e F tra 0 e 100%. Alcune di queste assumono un nome particolare proprio in funzione dell'indice di colore.

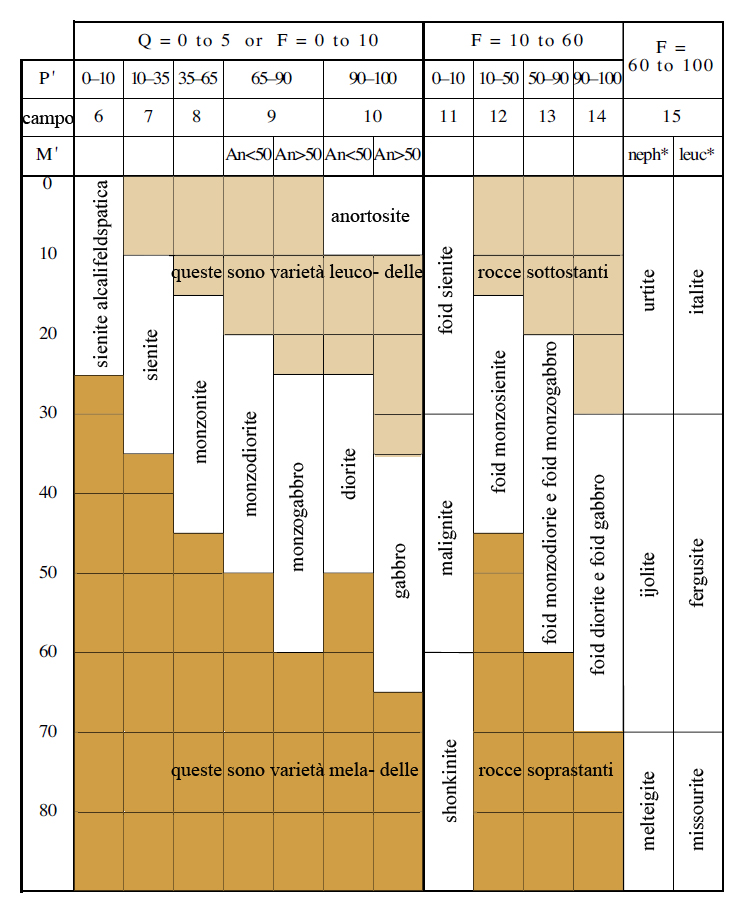
Abbreviazioni: P' = 100 * P / (A + P); M' = indice di colore; An = contenuto di anortite del plagioclasio; neph* = la nefelina è il foide predominante; leuc* = la leucite è il foide predominante.